# Via Cassia

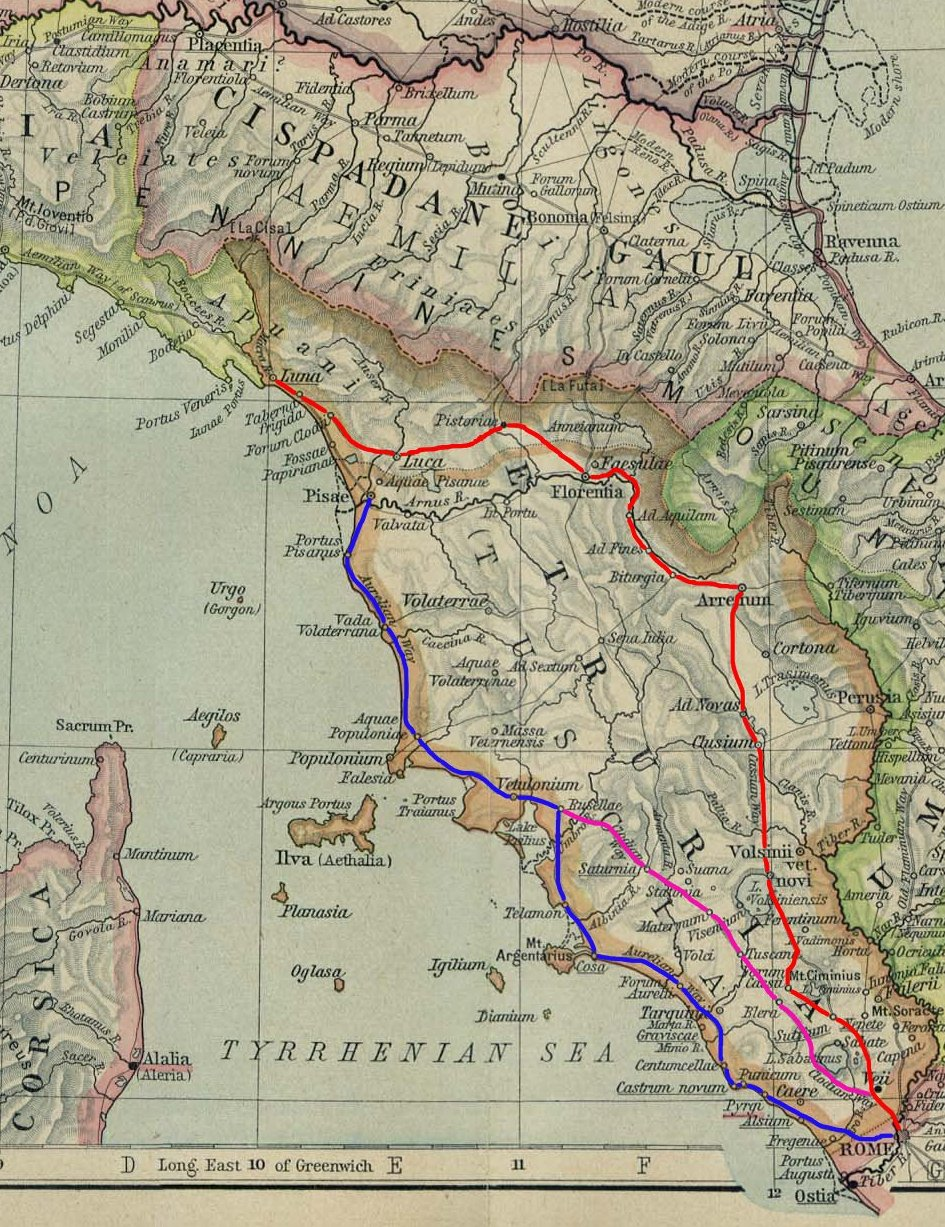
Mapa některých římských cest. Červenou trasa Via Cassia, modrou Via Aurelia a růžovou Via Clodia

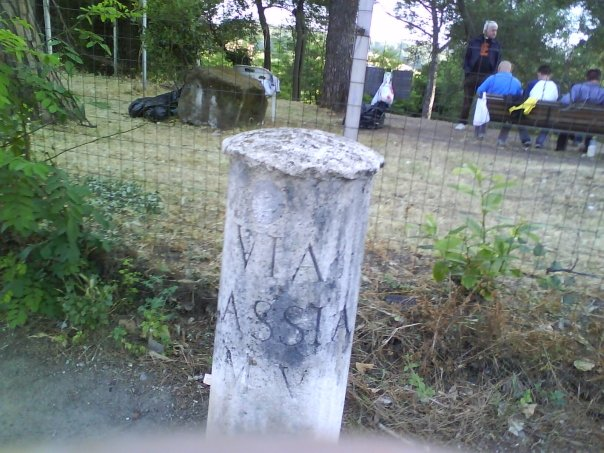
Zachovalý milník

Via Cassia je bývalá důležitá římská cesta vedoucí z Říma do vnitrozemí Toskánska. Patřila mezi nejdůležitější spojnice říše, po které proudilo zboží i armáda. Měla šířku 15 stop a byla lemována milníky označujícími vzdálenost.

## Trasa
Vytyčit přesnou trasu cesty už dnes není možné, ačkoliv ještě ve středověku patřila mezi nejzachovalejší a stále používané komunikace. Na mnohých úsecích materiál z ní použili místní obyvatelé na stavbu svých obydlí, což komplikuje bližší určení její trasy.
Podle dostupných zdrojů a poznatků spojovala města Baccanae, Sutrium, Vulsinii, Clusium, Arretium, Florencii, Pistoria a Luca a v městě Luna se spojovala s cestou Via Aurelia. Její délka byla zhruba 130 km.

## Současnost
Na části Via Cassia (po Florencii) vede v současné době důležitá dálnice SS2 spojující centrální a severní část Itálie.